# Fiordaliso (1983)
Fiordaliso è il primo album della cantante piacentina Fiordaliso, pubblicato, per la prima volta, nell'autunno del 1983, su etichetta Durium, con questo titolo, e poi, in séguito al successo riscosso dall'artista al Festival di Sanremo 1984, con il suo pezzo più famoso, Non voglio mica la luna, ristampato subito dopo il Festival, proprio col titolo Non voglio mica la luna, dall'unico brano aggiunto, posto in apertura (questa edizione con 11 tracce viene distribuita in tutta Europa).

## Il disco
La prima edizione dell'album, quella eponima, che porta cioè il nome della cantante, uscita nell'autunno del 1983, alcuni mesi dopo la seconda partecipazione di Fiordaliso al Festival di Sanremo, con cui si era classificata al 6º posto, non contiene, né il brano sanremese Oramai, né quello del precedente Festival, Una sporca poesia che entrambi avevano riscosso consensi di critica ed una discreta popolarità tra il pubblico.
Questo Fiordaliso del 1983, con 10 tracce, quasi tutte scritte dalla coppia Albertelli/Malepasso, nuovi produttori della cantante, non deve essere confuso né con l'omonimo Fiordaliso del 1985, pubblicato in Messico, la cui track listing, con 12 tracce, cantate in lingua spagnola, è completamente diversa, né con l'altrettanto omonimo Fiordaliso, il terzo album di inediti di studio, uscito nel 1987, l'ultimo realizzato per la Durium, con 7 brani scritti dalla stessa Fiordaliso, tra cui il singolo Il canto dell'estate.
L'LP/MC del 1983 non contiene brani di spicco e non viene estratto nessun singolo. Oltre a Un tipo, che ha goduto di riflesso della popolarità del singolo Non voglio mica la luna, di cui costituisce il retro, i tre pezzi più famosi sono forse Fare l'amore, che ricompare nel Q-Disc "Discoquattro", dell'estate del 1984, Terzinato, utilizzato come lato B del singolo Li-be-llu-là, tratto dal suddetto Q-Disc, e Ananas, riproposto anch'esso in "Discoquattro", ma nell'adattamento in lingua spagnola intitolato Piña tropical. 
Come accennato, all'inizio del 1984, sùbito dopo il Festival di Sanremo di quell'anno, l'album viene ristampato in una nuova edizione, con copertina diversa e il nuovo titolo Non voglio mica la luna, dall'unica canzone aggiunta alla track listing originaria, composta, tra gli altri, dal collega e amico Zucchero Fornaciari (con cui Fiordaliso aveva vinto, a pari merito, il Festival delle Voci Nuove di Castrocaro del 1981). Con il brano Non voglio mica la luna, la cantante si classifica al 5º posto, prima tra le donne, al Festival di Sanremo, a cui partecipa per la terza volta consecutiva, presentando il nuovo pezzo. Il relativo 45 giri, con Un tipo sul lato B, riscuote un grandissimo successo di vendite, sia in Italia che nel mondo. Nei paesi di lingua spagnola viene realizzato anche l'adattamento Yo no te pido la luna, ma la canzone è molto famosa anche in italiano.
A differenza della prima edizione eponima del 1983, la ristampa che prende il titolo dal brano sanremese del 1984, aggiunto in apertura, oltre alla rinnovata copertina, in tema con la nuova canzone, presenta altre due novità, di diversa portata: innanzitutto, contiene la busta interna, di colore blu, con la riproduzione dei testi e i credits, del tutto assenti, invece, nella versione originaria, con busta bianca, e, come accennato, viene distribuita in tutta Europa. L'album, inizialmente disponibile soltanto in vinile e su musicassetta, e a lungo irreperibile, è stato ristampato, in CD e su cassetta, nel 2002, nell'edizione internazionale del 1984 a 11 tracce, con il titolo Non voglio mica la luna, dalla BMG Ricordi, nella nota serie «Gli indimenticabili», il cui fitto catalogo comprende molti lavori mai realizzati prima in digitale, in particolare di artisti italiani degli anni ottanta (tra cui altre dive della musica italiana, come Donatella Rettore, Loredana Bertè e Anna Oxa).
Un'ultima curiosità riguarda la versione in cassetta della prima ristampa del 1984: a differenza dell'album, che prende il nuovo titolo dal recente successo sanremese, la musicassetta, pur riportando anch'essa la scritta Non voglio mica la luna, nella parte inferiore della copertina, sotto la foto di Marina, mantiene inalterato l'originale titolo Fiordaliso del 1983. La scritta Fiordaliso compare di fatto sia nella parte superiore della copertina, sopra la foto della cantante, sia sul bordino laterale, dove pare però indicare il nome dell'artista, ma che il titolo effettivo sia costituito dall'eponimo è evidente dalla musicassetta stessa, dove si ricorre al consueto doppio espediente grafico delle virgolette e del carattere maiuscolo, per distinguere il nome dell'artista, Fiordaliso, senza virgolette e in corsivo, con la sola F iniziale maiuscola, da quello dell'album, «FIORDALISO», con virgolette e tutto in maiuscolo, che compaiono sulla stessa riga, uno di fianco all'altro: «FIORDALISO» Fiordaliso. La ristampa in cassetta del 2002 riporta invece regolarmente lo stesso titolo aggiornato del CD, Non voglio mica la luna, tratto dalla nota title track.

## Tracce

### Fiordaliso
Lato A
1. Un Ago In Un Pagliaio (L.Albertelli/V.Malepasso)
2. Fare l'Amore (L.Albertelli/E.Riccardi)
3. Ananas (L.Albertelli/F.Cuffari-G.Belloni)
4. Il Miele e Il Vento (G.Monti/F.Premoli)
5. Stiamo ancora a galla (L.Albertelli/V.Malepasso)

Lato B
1. Un Tipo (L.Albertelli/V.Malepasso)
2. Fare Disfare (L.Albertelli/V.Malepasso)
3. Don't Play No More (L.Albertelli/V.Malepasso)
4. Credo In Me (L.Albertelli/Gianni Farè-A.Surdi)
5. Terzinato (L.Albertelli/V.Malepasso)

### Non voglio mica la luna
1. Non voglio mica la luna – 4:03 (Albertelli/Enzo Malepasso/Zucchero Fornaciari)
2. Un ago in un pagliaio – 3:37 (Albertelli/Malepasso)
3. Ananas – 3:30 (Albertelli/Cuffari/Belloni)
4. Terzinato – 3:35 (Albertelli/Malepasso)
5. Fare disfare – 3:35 (Albertelli/Malepasso)
6. Stiamo ancora a galla – 3:07 (Albertelli/Malepasso)
7. Fare l'amore – 4:12  (Albertelli/Riccardi)
8. Il miele e il vento – 4:20 (Monti/Premoli)
9. Un tipo – 3:50 (Albertelli/Malepasso)
10. Don't play no more – 3:50 (Albertelli/Malepasso)
11. Credo in me – 3:40 (Albertelli/Faré/Surdi)

- Quest'edizione dell'album viene pubblicata anche su CD

## Singoli estratti
- Non voglio mica la luna / Un tipo (Durium, 1984)

## Formazione
- Fiordaliso – voce, cori
- Ellade Bandini – batteria
- Paolo Donnarumma – basso
- Flaviano Cuffari – batteria
- Massimo Luca – chitarra
- Vince Tempera – tastiera
- Piero Cairo – sequencer, programmazione
- Renè Mantegna – percussioni
- Pier Luigi Mucciolo – tromba
- Claudio Pascoli – sassofono tenore
- Paola Orlandi, Lalla Francia, Marina Balestrieri, Mara Pacini – cori

## Dettagli pubblicazione
| Paese  | Data      | Etichetta   | Formato | N° Catalogo                     |
| Italia | 1983/1984 | Durium      | MC/LP   | Durium MDAI 363                 |
|        | 2002      | BMG Ricordi | CD/MC   | Gli Indimenticabili 74321910042 |